# 造園作品
造園作品（ぞうえんさくひん）とは、造園家が造る造園空間としての創作物。
日本造園学会では隔年で日本造園学会賞の作品部門と造園作品選集を選出している。造園作品選集は＜設計部門＞と＜計画部門＞とがあり、設計部門はつぎの作品区分となっている。
1. 自然風景地および庭園
2. 都市公園
3. 教育施設、医療福祉施設、文化施設等のランドスケープ
4. 集合住宅、宿泊施設等のランドスケープ
5. 商業施設、業務施設等のランドスケープ
6. 展示（博覧会等のランドスケープ作品）
7. エイジング
8. 海外・エイジング

上記の「ランドスケープ」とは、該当作品各施設（建築物）の敷地で、外空間/アウトテリア・エクステリア空間のデザイニング/ランドスケープデザインを指している。
このほかマルモ出版や建築資料研究社などの造園関連図書を多く扱う出版社では、造園作家の造園作品集などを幾つか刊行している。
進士五十八は著書『東京の緑』（東京都造園建設業協同組合、1977年）において「造園作品」と「造園空間」を区別して考えるべきだとしている。進土によれば額縁の中に収めた立体絵画が造園作品であり、造園作品の中に利用者が多数入り込むとその良さは半減するが造園空間はこの逆に人間のいる風景で、多数の利用者が入り込むことで活気が生じ好ましい雰囲気が醸成するとした。この二つの違いを、典型的には私園と公園の差や、和洋の違い、観賞式の室町期の庭に対する廻遊式の江戸期との違いとも対応しているとした。